# Kadu (Fußballspieler, 1986)
Ricardo Martins de Araújo, genannt Kadu, (* 20. Juli 1986 in Brasília) ist ein brasilianischer Fußballspieler. Der Rechtsfüßer wird in der Innenverteidigung oder im defensiven Mittelfeld eingesetzt.

## Karriere
Kadu begann seine Laufbahn in der Jugendmannschaft des Guarani FC. 2005 schaffte er hier den Sprung in den Profikader. 2007 wechselte Kadu zum CA Bragantino. Von diesem wurde er noch im selben Jahr an den SC Corinthians ausgeliehen. Mit diesem kam der Spieler zu ersten Erstligaspielen. Seinen ersten Auftritt in dem Wettbewerb hatte er am 30. Juni 2007 im Heimspiel gegen die SE Palmeiras. Kadu kehrte aber bereits im Folgejahr zu Bragantino zurück in die Série B. Erst im Sommer 2013 gelang ihm wieder der persönliche Aufstieg in die Série A. Er wechselte fest zum EC Vitória.
In der Winterpause 2013/14 wurde Kadu von Sporting Braga aus Portugal verpflichtet. In der laufenden Saison kam er aber nur zu einem Einsatz in der Primeira Liga. Danach wurde in die zweite Mannschaft von Braga versetzt, mit welcher er noch drei Spiele bestritt. Danach ging es im Sommer 2014 wieder zurück nach Brasilien. Hier kam er wieder bei Vitória unter Vertrag. Mit dem Klub hatte er seinen ersten Auftritt auf internationaler Klubebene. Im Zuge der Copa Sudamericana 2014 spielte er am 17. Oktober 2014 gegen Atlético Nacional aus Medellín.
2015 startete Kadu zunächst noch mit Vitória in die Saison. Zum Start der Campeonato Brasileiro Série A 2015 wechselte er dann aber zum Erstligisten Athletico Paranaense. Nachdem er am Ende der Saison zunächst zu Grêmio FBPA gewechselt war und mit diesem das Jahr 2016 in der Staatsmeisterschaft von Rio Grande do Sul und Primeira Liga do Brasil 2016 begonnen hatte, wechselte Kadu zum Ligabetrieb wieder und ging als Leihe zum AA Ponte Preta. Anfang 2017 wurde Kadu fest von Ponte Preta übernommen.
Im August 2017 wechselte Kadu zum Göztepe Izmir in die Türkei. Der Kontrakt erhielt eine Laufzeit über zwei Jahre. Sein erstes Spiel in der obersten türkischen Spielklasse bestritt Kadu am 12. August 2017. Im Spiel gegen Fenerbahçe Istanbul stand er am ersten Spieltag der Saison 2017/18 in der Startelf. Das erste Tor für Göztepe erzielte Kadu am 9. Dezember 2017 im Spiel gegen Yeni Malatyaspor. Nach Vorlage von Miloš Kosanović traf er in der 6. Minute zum 1:0-Führungstreffer (Endstand-2:3 für Göztepe).
Zu Beginn 2020 wechselte Kadu in seine Heimat zu Chapecoense. Mit dem Klub wurde er in dem Jahr Staatsmeister und gewann die Série B 2020 (ein Spiel, kein Tor). 2022 ging seine Reise weiter, zur Austragung der Staatsmeisterschaften schloss er sich dem Villa Nova AC und für die nationale Meisterschaft ging Kadu zum Figueirense FC. Für die Saison 2023 unterzeichnete er zunächst für die Distriktmeisterschaft von Brasília beim Capital CF und für den Staatspokal von São Paulo beim Oeste FC. In der Folge tingelte er weiter durch unterklassige Klubs.

## Erfolge
Chapecoense
- Staatsmeisterschaft von Santa Catarina: 2020
- Série B: 2020